# Graciela Allende
Graciela Allende (ur. 7 października 1994, Argentyna) – argentyńska siatkarka grająca jako rozgrywająca. Obecnie występuje w drużynie Industrial de Formosa.